# 元祖ハネスロ
元祖ハネスロ（がんそハネスロ）は、2007年（平成19年）にオーイズミが開発、販売した5号機のパチスロ機。保通協における型式名も同じ。

## 概要
本機は設定1でも約1/93という破格のボーナス確率が特徴。また業界初の「2リール機」（左・中の2リールで役が決定するという意味で、実際には規定上リールは3本必要なため払い出し数を決める第3リールがある）で、順押しをすれば目押しがいらないという特徴がある。
なおリプレイのみにボーナスと重複当選の可能性があり、ボーナスの約90%がリプレイとの重複当選である。

## ボーナス
ボーナスは払い出し枚数の違うビッグボーナスが3種類ある。全てがCTであり、中リールが即時停止する。
- 7・7・×1揃い :74枚を超える払い出しで終了(純増60枚)
- 7・7・×2揃い :149枚を超える払い出しで終了(純増120枚)
- 7・7・×3揃い :224枚を超える払い出しで終了(純増180枚)

ボーナスの合成確率と機械割は下記の通り。（数値はメーカー発表値）
| 設定 | 合成確率 | 機械割  |
| ---- | -------- | ------- |
| 1    | 1/92.96  | 95.40%  |
| 2    | 1/89.53  | 98.70%  |
| 3    | 1/86.35  | 102.73% |
| 4    | 1/83.17  | 106.52% |
| 5    | 1/80.61  | 109.79% |
| 6    | 1/78.02  | 113.07% |